# Levoča, Spiški grad in z njima povezani kulturni spomeniki
Spiški grad je bil eden od največjih gradov v Srednji Evropi.  Grad stoji nad mestom  Spišské Podhradie in vasjo Žehram, ki skupaj s konventom   Spišská Kapitula tvorijo celoto, ki je na Unescovem seznamu svetovne kulturne dediščine. Leta 2009 so na seznam  dodali še slavni oltar mojstra Pavla Levoškega in zgodovinsko središče Levoče z mnogo dobro ohranjenimi renesančnimi zgradbami. 

## Spiški grad
Zgrajen je bil v 12 stoletju in bil politično, upravno, gospodarsko in kulturno središče grofije  Szepes. Do leta 1464 je bil v lasti ogrskih kraljev, potem pa v lasti družin Zapolja  (do 1528), Thurzo (1531-1635) in  Csáky (1638-1945). Od leta 1945 je v državni lasti.
Na začetku je bil romanski  grad z utrdbami. V drugi polovici 13. stoletja sta bili zgrajeni še  dvonadstropna romanska palača in triladijska romansko-gotska bazilika.  V 14 stoletju je bilo izven grajskega obzidja zgrajeno naselje, s katerim se je obseg gradu podvojil. V 15 stoletju je bil grad popolnoma obnovljen. Grajsko obzidje je bilo povišano, izven obzidja pa je bilo zgrajeno  še tretje naselje. Okrog leta 1470 je bila zgrajena poznogotska kapela. V 16 in 17. stoletju je družina Zapolja grad obnovila in gornji grad pretvorila v udobno poznorenesančno družinsko rezidenco. Grad je leta 1780 pogorel in se ni obnovil. V drugi polovici 20. stoletja se je delno obnovil. V njem so se opravile tudi obsežne arheološke raziskave.

## Levoča
Staro srednjeveško mesto Levoča je še vedno obdano z večino svojega 2,5 km dolgega mestnega obzidja. Glavni vhod v mesto so veličastna Košiška vrata. Ohranjena so tudi Menharška in Poljska vrata.  Na glavnem mestnem trgu so trije pomembni  spomeniki:
- stara mestna hiša iz 15.-17. stoletja
- luteranska cerkev (1837)
- cerkev sv. Jakoba

Trg je zelo dobro oranjen. Na njem so številne pozornost vzbujajoče zgradbe, ki so bile v poznem srednjem veku mestne rezidence lokalnega plemstva. Na trgu je tudi železna sramotilna  kletka iz 17. stoletja, ki je služila za javno kaznovanje lopovov in krivovercev. Spominska plošča na eni od hiš priča, da se je v njej natisnilo  in objavilo najpomembnejše  delo češkega učitelja, pedagoga, pisatelja, filozofa in telologa Jana Amosa Komenskega Orbis Pictus. Cerkev sv. Jakoba je druga največja na Slovaškem. V njej je mogočen  gotski oltar, uradno največji leseni gotski oltar na svetu. Visok je 18,62 m. Izdelal ga je mojster Pavel okrog leta 1520.

## Spiška Kapitula
Spiška Kapitula  je izredno dobro ohranjeno cerkveno mesto s pogledom na Spiški grad. V mestu je stolnica sv. Martina, nekdanji samostan in semenišče, ulica s približno trideset hišami. Mesto, obzidje in Gornja in Spodnja vrata so bili zgrajeni v letih 1662-1665. Stolnica je bila zgrajena v letih 1245-1273 v romanskem slogu s kasnejšimi gotskimi razširitvami. Stolnica  je eden od največjih in najbolj zanimivih romanskih spomenikov na Slovaškem. Vsebuje številne srednjeveške izrezljane oltarje in je zadnje počivališče mnogih gospodarjev Spiškega gradu.  Stenske poslikave iz 1317 prikazujejo kronanju kralja Karla Roberta Anžujskega.

## Freske v cerkvi v Žehri
V cerkvi sv Duha v Žehri, zgrajeni po letu 1274, so stenske poslikave iz 13. in 14. stoletja.

## Spišské Podhradie
Spišské Podhradie je naselje ob vznožju spiškega grajskega hriba s številnimi renesančnimi trgovskimi hišami in eno od redkih ohranjenih sinagog v regiji. Sinagoga je opuščena.

## Vira
- »Levoča, Spiš Castle and associated cultural monuments«. UNESCO World Heritage Centre. Pridobljeno 1. oktobra 2008.
- »Spišská Kapitula«. Slovenský Raj. Pridobljeno 28. junija 2009.

1. ↑  http://whc.unesco.org/en/list/620.